# 大兴县 (北京市)
大兴县，中国北京市旧县名，为大兴区前身。元明清时县境大致包括今北京城东部、昌平区东南、顺义区西南，朝陽區大部和大兴区东南大部，号称“天下首邑”:16。

## 历史
其地古为蓟县。辽代称蓟北县、析津县。金朝贞元二年（1154年），析津县更名大兴县，成為金中都大兴府附郭县。据传，“大兴”一名系金海陵王完顏亮所赐。“大兴”寓意疆域辽阔，兴旺发达，祈望金朝能入主中原，振兴王业:16。元朝至元九年（1272年），金中都改为元大都，大兴县为大都路附郭县。明朝初年，设大興縣署，属北平府。永乐迁都，为顺天府附郭。清朝沿袭明制。考评：衝，繁，疲，難。
1914年，顺天府改为京兆地方。1928年6月，大兴县归河北省并由附郭县降格至普通郊县，原临近北平市中心城区的大部分外围地区陆续划入北平市新建市辖区管辖，成为北京今日城六区近郊区的前身。1935年，大兴县县衙从北平市区迁移至南苑大红门。1937年七七事变后，大兴县沦陷，9月15日，伪大兴县公署成立，移治南苑万字镇:149。
1938年4月21日，伪河北省津海道道署成立，隶之。同年8月，大兴县、宛平县等11县暂归伪河北省公署。1939年8月，仍属津海道:145。1940年，伪华北行政委员会新设河北省诸道。7月1日，伪燕京道公署成立，隶之:146。
1945年3月，中共政权以平南县，分设大兴县和涿良宛县。1947年，中華民國內政部编撰的《中華民國行政區域簡表》中，大兴县县域面积约为828.69平方公里，人口145883人，县治设于黄村:112。
1949年8月以前，平南县、大兴县隶属冀中十专区。1949年8月，大兴县归河北省通县专区。1958年3月，大兴县归北京市。原北京市南苑区的旧宫、亦庄、瀛海、西红门等地划入，改设大兴区建制。1960年1月，恢复大兴县建制。1966年文化大革命爆发后，大兴县一度易名红旗县，后恢复原名，同年8月27日更发生大规模屠杀事件。1967年成立大兴县革命委员会，1981年撤销革委会，恢复大兴县人民政府。:60
1999年时，大兴县下辖14个镇，526村：黄村镇、榆垡镇、瀛海镇、庞各庄镇、安定镇、青云店镇、西红门镇、采育镇、亦庄镇、旧宫镇、礼贤镇、北臧村镇、魏善庄镇、长子营镇。2001年1月9日，中国国务院批准撤销大兴县，设立大兴区，以原大兴县的行政区域为大兴区的行政区域。